# Simulium kyushuense
Simulium kyushuense är en tvåvingeart som beskrevs av Takaoka 1978. Simulium kyushuense ingår i släktet Simulium och familjen knott. Inga underarter finns listade i Catalogue of Life.